# Sporisorium tumefaciens
Sporisorium tumefaciens är en svampart som först beskrevs av Daniel McAlpine, och fick sitt nu gällande namn av Vánky 1983. Sporisorium tumefaciens ingår i släktet Sporisorium och familjen Ustilaginaceae.   Inga underarter finns listade i Catalogue of Life.